# Wapen van Zacatecas
Het wapen van Zacatecas is zowel het officiële symbool van Zacatecas, een van de staten van Mexico, als van de gelijknamige staatshoofdstad Zacatecas. Het werd op 20 juni 1588 door koning Filips II van Spanje verleend aan de stad en werd later ook door de staat in gebruik genomen.
In de rand van het schild staan vijf pijlen en vijf bogen als verwijzing naar de Zacateken, een nomadisch Indiaans volk dat hier voor de komst van de Spanjaarden leefde.
Centraal in het wapen staat een berg, La Bufa, de berg die hoog boven de staatshoofdstad uittorent. Linksboven de berg staat een afbeelding van de zon, rechtsboven een afbeelding van de maan.
Voor de berg staat een afbeelding van Maria. Onder Maria staat een monogram van de initialen van de verlener van het wapen. Boven Maria staan het kruissymbool en het motto Labor Vincit Omnia ("Arbeid overkomt alles").
Het wapen wordt vaak op een witte vlag geplaatst als niet-officiële vlag van de staat Zacatecas.